# Faustino Armendáriz Jiménez
Faustino Armendáriz Jiménez es un eclesiástico católico mexicano, arzobispo de Durango desde 2019. 

## Biografía
Nació el 23 de julio de 1955, en la ciudad mexicana de Magdalena de Kino, Sonora. Hijo de Valentín Armendáriz y Francisca Jiménez. 
Realizó su formación primaria y secundaria en su pueblo natal. Luego, ingresó al Seminario Menor y luego al Seminario Mayor en Hermosillo y Guadalajara.
Tras realizar estudios en el Pontificio Instituto Bíblico, obtuvo la licenciatura en Sagradas Escrituras. También consiguió un diplomado en Ciencias Bíblico Orientales, en el Studium Biblicum Franciscanum, en Jerusalén.

### Sacerdocio
Su ordenación sacerdotal fue el 11 de septiembre de 1982, en la parroquia San Martín de Porres de su pueblo natal, a manos del arzobispo Carlos Quintero Arce; incardinándose en la arquidiócesis de Hermosillo.
Como sacerdote desempeñó los siguientes ministerios:
- Vicario parroquial de La Purísima Concepción, en Nogales.
- Director y profesor del Seminario Menor (1986-1990).
- Formador, profesor de Dogma y Sagradas Escrituras, y prefecto de estudios y disciplina en el Seminario Mayor de Hermosillo.
- Capellán de la  la capilla de Ntra. Señora de Guadalupe, en la comunidad El Llano.
- Asistente espiritual arquidiocesano (1985- 2001) y coordinador regional del Movimiento Cursillos de Cristiandad.
- Coordinador del Consejo diocesano de Laicos.
- Fundador, director y profesor del Instituto Bíblico Católico de Hermosillo (1988-2005).
- Coordinador arquidiocesano de Pastoral bíblica.
- Miembro y secretario del Consejo Presbiteral.
- Miembro del Consejo de Pastoral.
- Párroco de San Antonio de Padua, en Hermosillo.
- Párroco del Espíritu Santo, en Hermosillo.
- Vicario general.

### Episcopado
El 4 de enero de 2005, el papa Juan Pablo II lo nombró obispo de Matamoros. Fue consagrado el 23 de febrero del mismo año, a manos del arzobispo Francisco Robles Ortega.
El 20 de abril del 2011, el papa Benedicto XVI lo nombró obispo de Querétaro. Tomó posesión canónica el 16 de junio del mismo año.
Es cofundador de la Comunidad Quédate Con Nosotros, familia eclesial fundada por el presbítero xaveriano Efraín Gómez Valderrama en la ciudad de Guadalajara el 14 de febrero de 2005 en el templo de Nuestra Señora de la Salud.  
El 21 de septiembre de 2019, el papa Francisco lo nombró arzobispo de Durango. Tomó posesión canónica el 21 de noviembre del mismo año.